# 은월
은월(銀月, 아프리칸스어: tontelbos, 영어: woolly senecio)은 국화과 금방망이속의 다육식물이다. 학명은 세네키오 하우오르티(Senecio haworthii). 관상식물로 사육된다.
남아프리카의 고도 900-1200 미터 지역에서 자생한다. 다육성 잎이 초승달 모양이고, 식물 전체에 하얀색 털이 빽빽하게 나 있다. 금방망이속의 다른 다육식물들이 그렇듯이 유독식물이다.